# Jarno Peters
Jarno Peters (* 25. Juni 1993 in Ibbenbüren) ist ein deutscher Fußball-Torhüter.

## Karriere
Peters begann seine Laufbahn beim SC Altenrheine. Danach wechselte er in den Nachwuchs von Borussia Dortmund und es folgten weitere Stationen bei Arminia Bielefeld und dem VfL Osnabrück. Zur Saison 2012/13 wechselte er in die zweite Mannschaft des FC Schalke 04. Dort war er hinter Ferdinand Oswald zweiter Torwart. Er absolvierte in der Saison nur ein Spiel am letzten Spieltag, was auch daran lag, dass die Torhüter Ralf Fährmann und Lars Unnerstall regelmäßig Spielpraxis in der zweiten Mannschaft sammelten. Zur Saison 2013/14 kehrte er zurück zu Arminia Bielefeld und war dritter Torwart in der 2. Bundesliga hinter Patrick Platins und Stefan Ortega Moreno. Zum Ende der Saison stieg Arminia Bielefeld ab und Peters stieg zur Nummer 2 auf. Als sich Alexander Schwolow in der Rückrunde einen Muskelbündelriss zugezogen hatte, gab Peters am 28. Spieltag gegen Borussia Dortmund II sein Profidebüt. Ansonsten wurde er zumeist für Arminia Bielefeld II in der Oberliga Westfalen eingesetzt. Im Sommer 2015 wechselte Peters zum Regionalligisten SV Rödinghausen und ein Jahr später wurde er beim Ligakonkurrenten SC Verl als Neuzugang vorgestellt. Auch dort spielte Peters nur ein Jahr und wechselte zum Oberligisten Hammer SpVg. Nun spielt er seit Sommer 2019 für den Oberligisten FC Gütersloh. Am 3. Juni 2023 gewann Peters erstmals den Westfalenpokal durch einen 4:3-Sieg nach Elfmeterschießen gegen die SpVgg Erkenschwick.

## Erfolge
- Westfalenpokalsieger: 2023